# Byglandsfjord
58°40′11″N 7°48′26″Ø / 58.66972°N 7.80722°Ø
Byglandsfjord er en by i den sydlige del af Bygland kommune i Setesdal i Agder fylke i Norge. Byen har 351 indbyggere per 1. januar 2009, og ligger ved sydenden af søen som stedet er opkaldt efter, Byglandsfjorden, omtrent fem kilometer syd for kommunecenteret Bygland og 13 kilometer nord for Evje.

## Stedet
Højeste punkt i Byglandsfjord er Årdalsknaben på 762 meter over havet. Selve Byglandsfjord ligger omkring 200 moh. 
Byglandsfjord var et trafikcenter som voksede frem i begyndelsen af 1900-tallet. Her skiftede man transportmiddel fra land til sø. Byglandsfjord Station var endepunkt for Setesdalsbanen. 
Den sydlige del af Byglandsfjorden har også navnet Årdalsfjorden. Rigsvej 9 går gennem Byglandsfjord. 
Den dampdrevne veteranbåd DB «Bjoren» går om sommeren i rute fra Byglandsfjord via Bygland til Ose. 
Byglandsfjord Station med bygninger og stationsområde er fredet som kulturminde af Riksantikvaren og valgt som Bygland kommunes tusenårssted. 
Byglandsfjorden er reguleret til kraftproduktion med reguleringshøjde på 5 meter og magasinkapacitet på 212,3 millioner m3. Kraftværkerne Vigelandsfoss, Hunsfoss, Steinsfoss , Nomeland og Iveland bruger alle vand fra magasinet.